# Canal Saint-Julien
Le Canal Saint-Julien est un ouvrage servant à l'irrigation d'une plaine agricole d'environ 6 000 hectares, en Vaucluse. Il fut le premier ouvrage tirant ses eaux de la Durance. Creusé en 1171, il est toujours en activité.
Il est géré par le syndicat du canal Saint-Julien, association gestionnaire depuis le 30 juillet 1818.

## Détails
Trois réseaux sous-pression alimentés par 3 stations de pompage.
- Superficie irriguée : 3 800 hectares
- Superficie dominée, soit terres « arrosables » et « non arrosables » : 6 000 hectares

## Budget
Résultat du compte administratif 2003 :
- Fonctionnement : 1 000 760 €
- Budget d'investissement : 135 000 €
- Nombre de propriétaires cotisants : 3 910
- Nombre de parcelles desservies : 11 493

## Histoire
Il s'agit certainement du plus ancien canal de Provence, remanié plusieurs fois depuis sa création au XIIe siècle. Établi à l'initiative des moines bénédictins pour irriguer les terres de Cavaillon. Raymond V, duc de Narbonne, comte de Toulouse et marquis de Provence, accorde, en 1171, le droit d'établir une prise d'eau et d'utiliser les eaux du canal pour faire fonctionner les moulins. Au XVIIIe siècle, le duc de Crillon apporte de nouveaux aménagements, avec la prolongation vers Avignon, pour qu'il finisse dans le Rhône.
Le 30 juillet 1818, le syndicat du canal Saint-Julien est créé par arrêté préfectoral.
Le développement de ce canal a contribué à l'amélioration de la culture des fruits et légumes dans la région, notamment du melon à Cavaillon.

## Localisation
Le canal Saint-Julien est raccordé à la Durance, au niveau de Mallemort, pour traverser plusieurs communes, jusqu'à la Chartreuse de Bonpas. Une branche est développée vers L'Isle-sur-la-Sorgue.
Sept communes sont desservies :      
- Cavaillon
- Caumont-sur-Durance
- L'Isle-sur-la-Sorgue
- Le Thor
- Cheval-Blanc
- Les Taillades
- Robion

## Jumelage
Jumelage avec la « Fédération des irrigants du canal de Peqin-Kavajë » en Albanie.

## Ouvrages d'art du canal
Afin de pouvoir arriver jusqu'à la Chartreuse de Bonpas, le canal traverse le Calavon, par le biais du Pont aqueduc de la Canaù. Celui-ci est classé au titre des monuments historiques depuis 2011,.